# Château de Montesarchio
Le château de Montesarchio est un château médiéval  situé dans le centre historique de la ville de Montesarchio, province de Bénévent en Campanie,.
Depuis 2007, il abrite un musée archéologique de la région : le musée archéologique national du Sannio Caudino.
Il rassemble les objets des fouilles archéologiques des principales villes samnites de la tribu des Caudins : Caudium (qui se trouvait près de l'actuel Montesarchio), Saticula (aujourd'hui Sant'Agata de' Goti) et Telesia (aujourd'hui San Salvatore Telesino).

## Historique

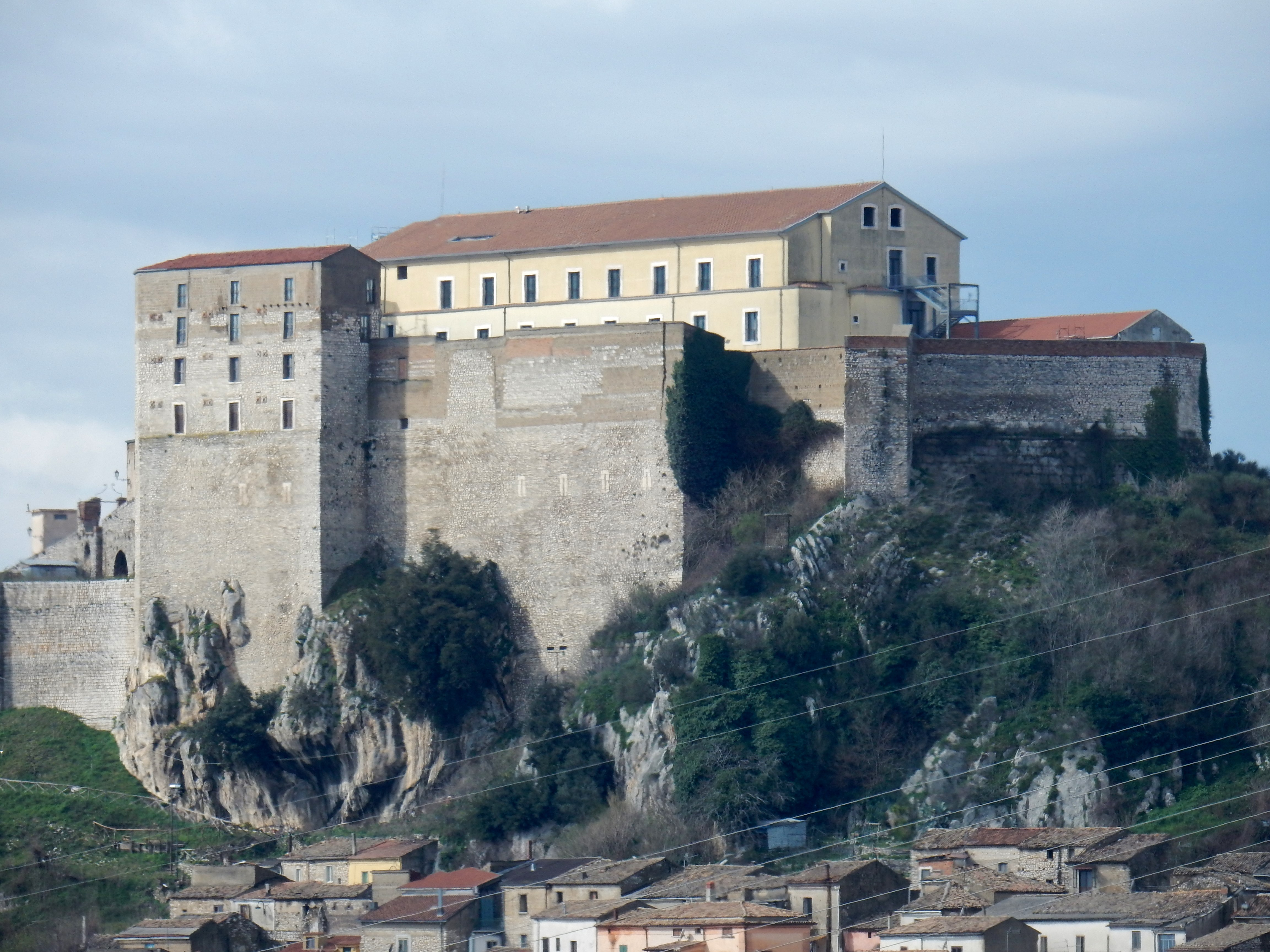
Le château de Montesarchio et son musée archéologique.

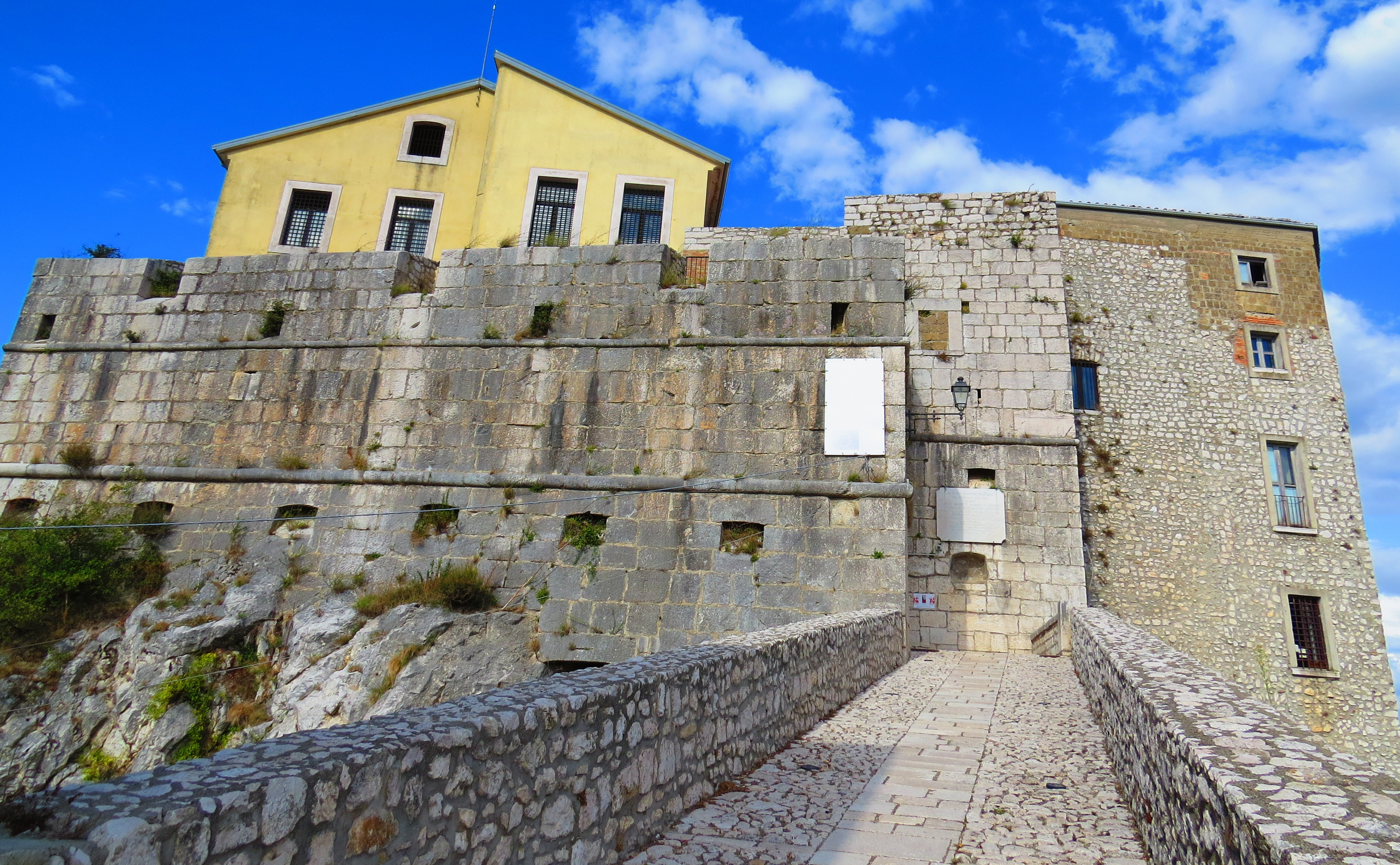
L'entrée du château.

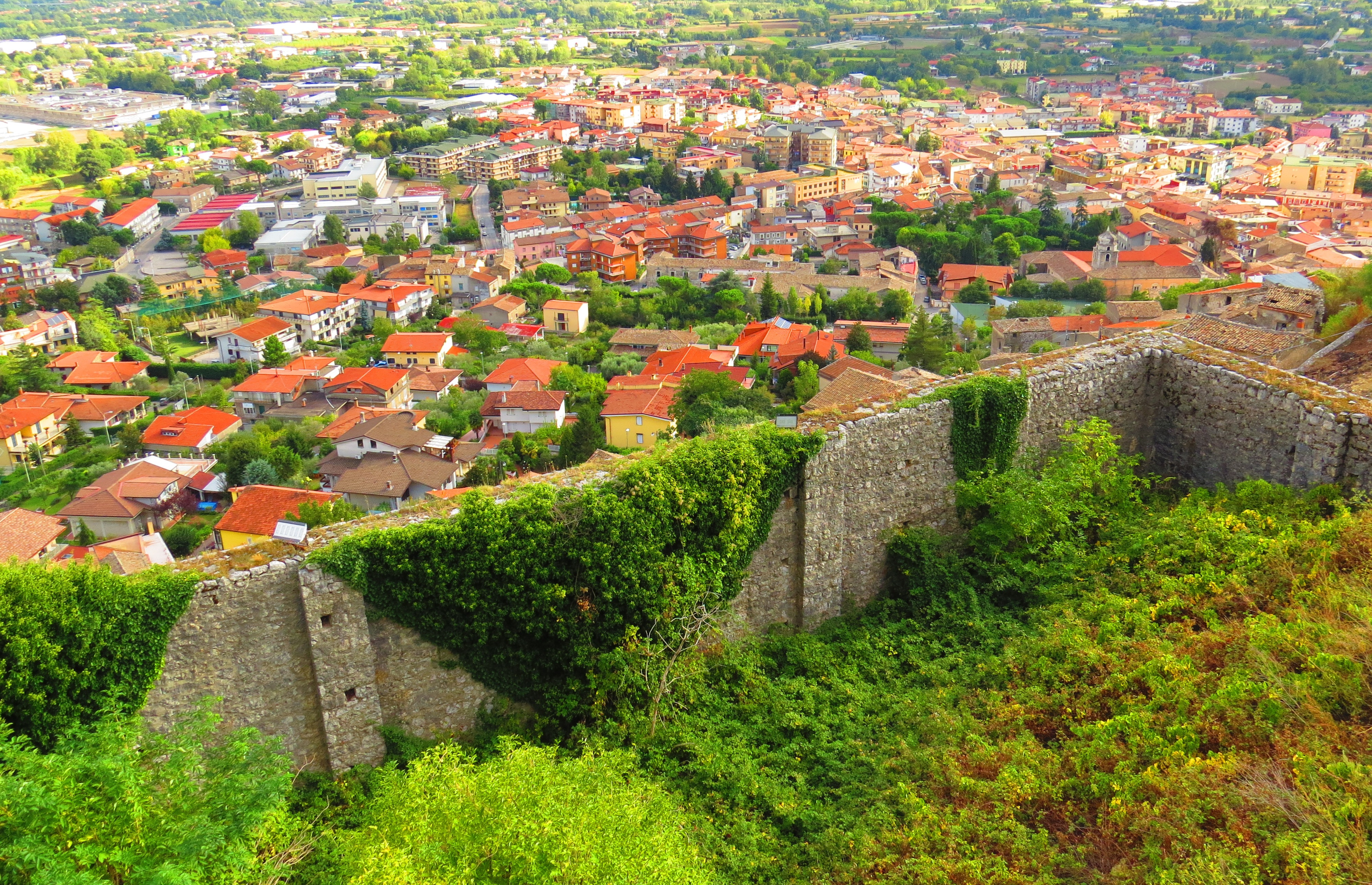
Les remparts.

Le Château de Montesarchio fait partie de ce complexe militaire, comprenant la forteresse mais aussi les murailles et la Tour de Montesarchio, qui a été construit sur la colline de Montesarchio pour contrôler le territoire de la Vallée Caudina. Le château actuel occupe, sur la colline, la position opposée à la tour, à laquelle il était relié par un passage souterrain. Il a été le site de fortifications antérieures pendant la période médiévale, y compris les occupations par les Lombards sous Arigis II de Bénévent et les Normands. La structure actuelle a été principalement érigée pendant la domination aragonaise du royaume.
Après la guerre d'Italie de 1542-1546 entre l'empereur du Saint-Empire romain germanique Charles Quint et le roi de France François Ier, le château a été confisqué et donné en 1532 au marquis de Vasto, Alphonse II d'Avalos.
En 1830, le château a été confisqué par le royaume et transformé en prison. Parmi les patriotes célèbres du milieu du XIXe siècle emprisonnés ici se trouvaient Carlo Poerio, Sigismondo Castromediano, Michele Pironti et Nicola Nisco. Le château est resté une prison jusqu'à la fin de la Seconde guerre mondiale et, dans les années 1960, il a servi d'orphelinat (Istituto Mater Orphanorum).
Le château, où l'on peut encore voir les niches de fixation du pont-levis et les douves, a dû subir de nombreuses rénovations au fil des siècles depuis sa construction au VIIIe siècle.

## Galerie

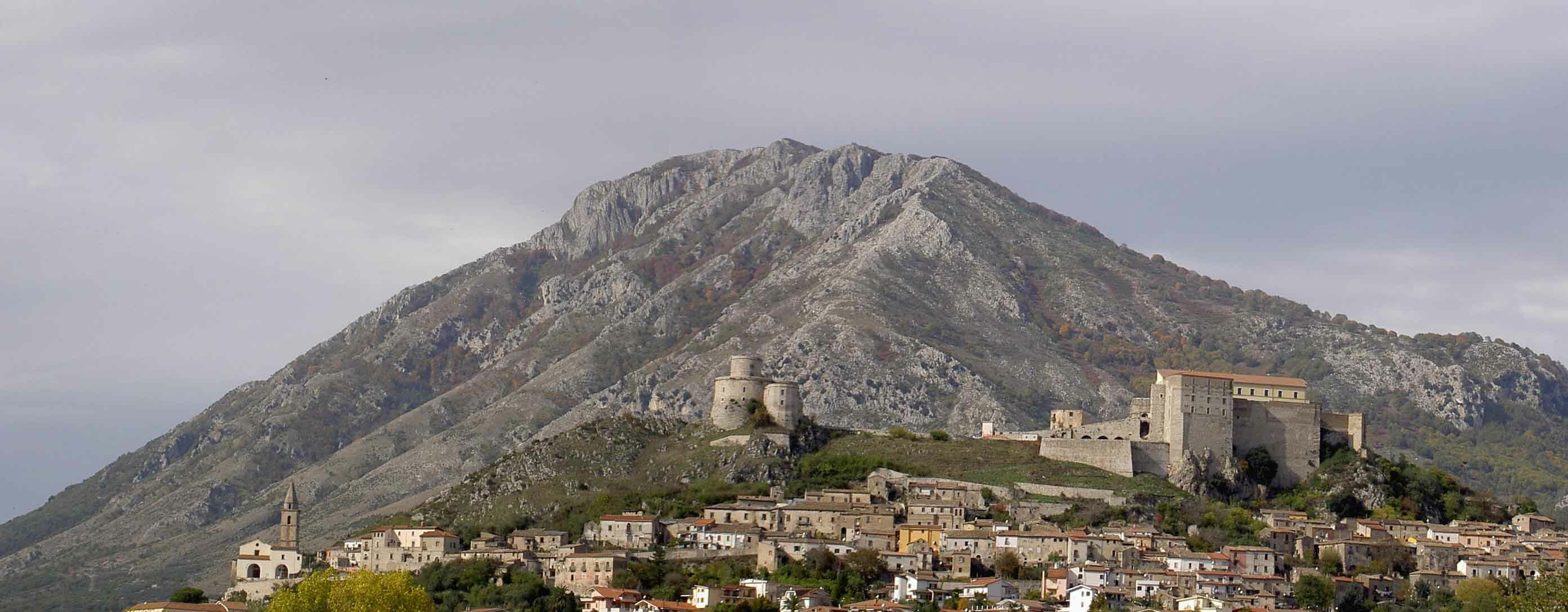
Le château et la tour.
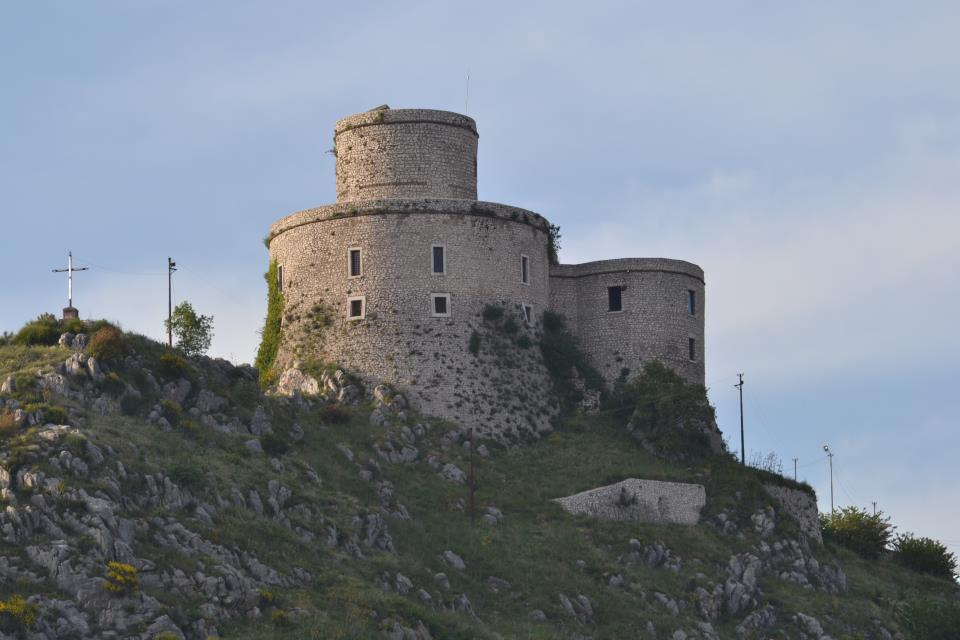
La tour de Montecarchio.